# 彼得罗·杰诺韦西
彼得罗·杰诺韦西（義大利語：Pietro Genovesi，1902年6月27日—1980年8月5日），意大利男子足球运动员。他曾代表意大利国家队参加1928年夏季奥林匹克运动会足球比赛，获得一枚铜牌。